# Юдино (Красноярский край)
Ю́дино — село в Ирбейском районе Красноярского края. Административный центр Юдинского сельсовета.

## География
Село находится в юго-восточной части Красноярского края, в лесостепной зоне, на левом берегу реки Кан, при автодороге 04Н-420, на расстоянии менее 1 км к северо-востоку от Ирбейского, административного центра района. Абсолютная высота — 247 м над уровнем моря.
Климат
Климат характеризуется как резко континентальный, с продолжительной морозной зимой и коротким тёплым летом. Средняя температура воздуха самого тёплого месяца (июля) составляет 18,3 °C (абсолютный максимум — 38 °C); самого холодного (января) — −21,1 °C (абсолютный минимум — −60 °C). Продолжительность безморозного периода составляет в среднем 90 дней. Среднегодовое количество атмосферных осадков составляет 484 мм, из которых 367 мм выпадает в период с апреля по октябрь. Снежный покров держится в течение 170 дней.

## История
По данным 1926 года в деревне Юдино-Посадская имелось 115 хозяйств и проживал 591 человек (289 мужчин и 302 женщины). В национальном составе населения того периода преобладали русские. В административном отношении являлась центром Юдино-Посадского сельсовета Ирбейского района Канского округа Сибирского края.

## Население
| 2010 |
| ---- |
| 822  |

Половой состав
По данным Всероссийской переписи населения 2010 года, в гендерной структуре населения мужчины составляли 50 %, женщины — соответственно также 50 %.
Национальный состав
Согласно результатам переписи 2002 года, в национальной структуре населения русские составляли 96 % из 799 чел.